# Zone 6 Club Champions Cup 2019/2020 (damer)
Zone 6 Club Champions Cup 2019/2020 i volleyboll för damer hölls i december 2019 i Lilongwe, Malawi. Klubblag från CAVB:s zon 6 deltog. UP Maputo vann titeln genom att besegra Tshwane University of Technology och kvalificerade sig därigenom för Women's African Club Championship 2020. UZ Wolves tog brons genom att besegra Harare City i matchen om tredjepris.